# Asinara
Asinara ist eine italienische Insel vor Sardinien, die zur Gemeinde Porto Torres der Metropolitanstadt Sassari gehört. Sie ist in ihrer Gesamtheit im Nationalpark Asinara unter Schutz gestellt. Ihre Fläche beträgt rund 52 km² und die Küstenlänge etwa 110 km. Nach Sant’Antioco und San Pietro ist sie die drittgrößte der Sardinien vorgelagerten Inseln und die siebtgrößte Italiens.

## Demographie
Bei der Volkszählung 2001 wurde ein männlicher Bewohner gezählt. Im Jahr 2018 wohnten zwei Männer hier.

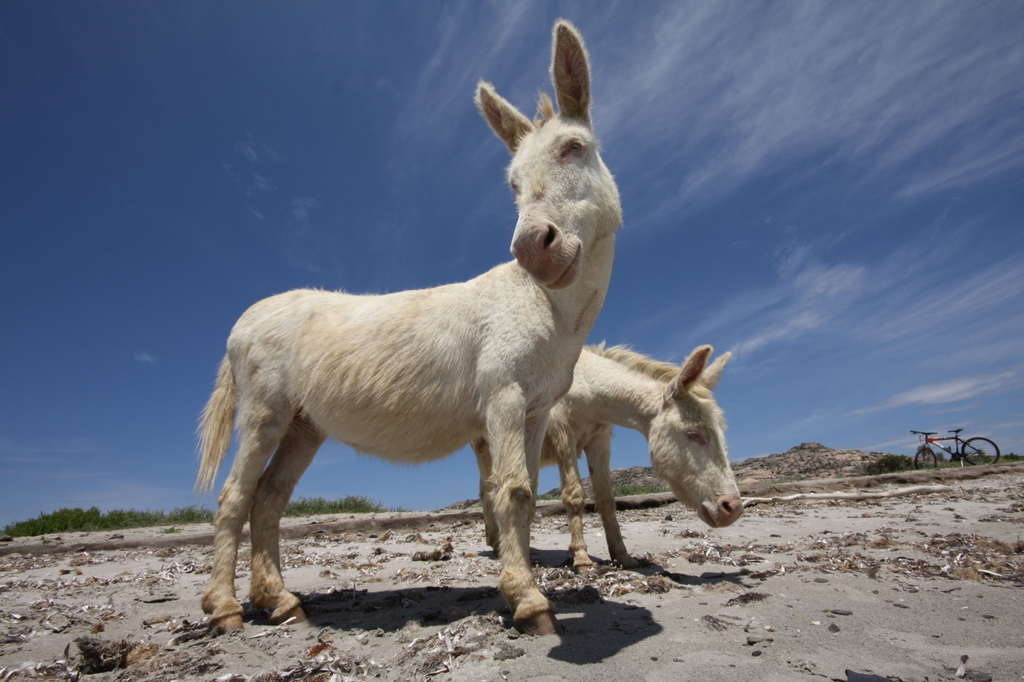
Namensgebende weiße Zwergesel

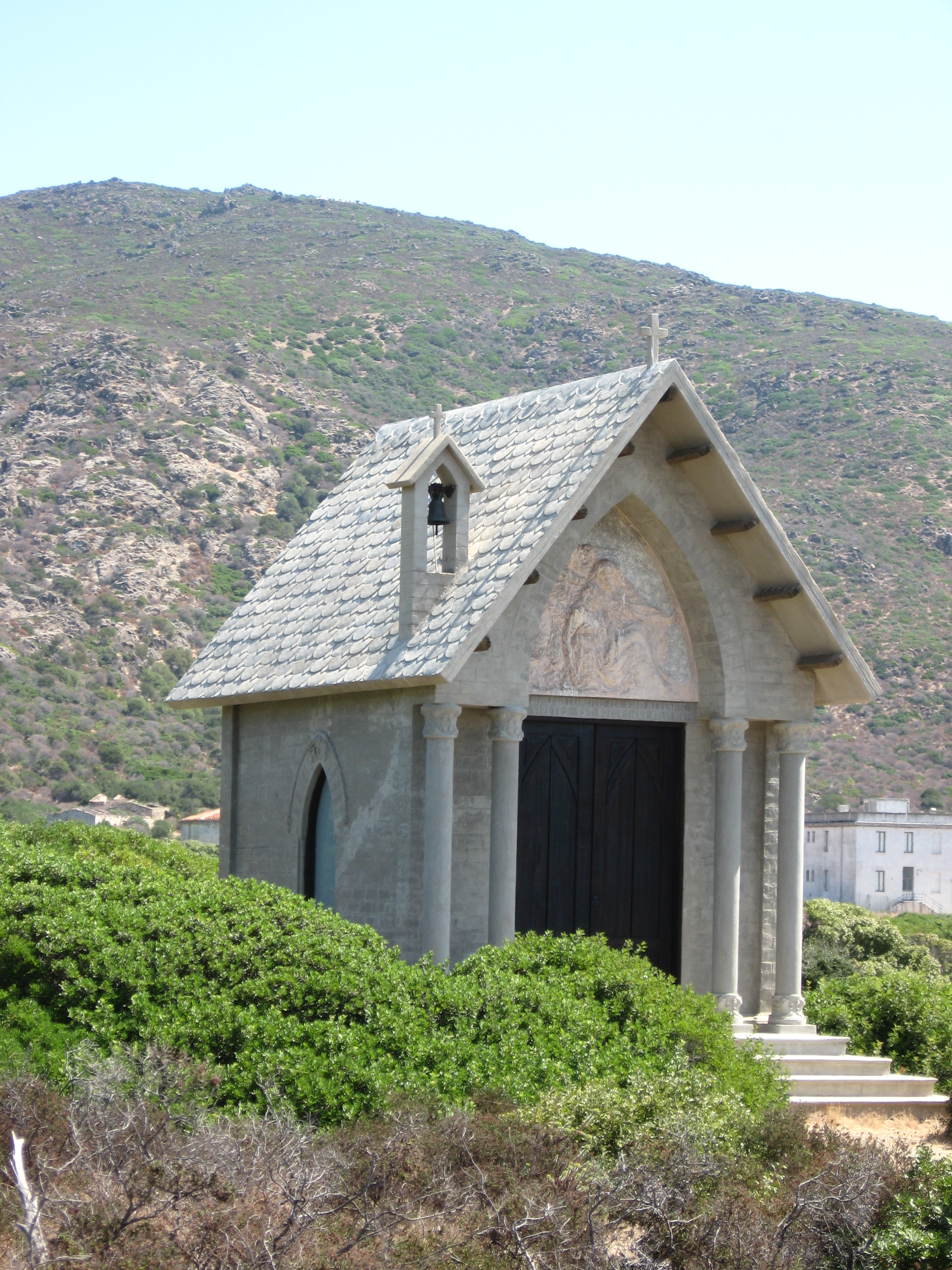
Von österreichisch-ungarischen Kriegsgefangenen errichtete Kapelle

## Geschichte
Eine Besonderheit von Asinara sind die namengebenden leuzistischen Zwergesel, die unter strengem Schutz stehen.
Die Insel Asinara war seit dem Neolithikum bewohnt und war im Mittelalter Sitz des Kamaldulenser-Klosters Sant'Andrea. Um 1600 wurde das Fischerdörfchen Cala d’Oliva im Norden der Insel gegründet. Der italienische Staat übernahm 1885 die Insel. Die letzten zivilen Bewohner verließen die Insel. Einige von ihnen gründeten das Dorf Stintino (seit 1988 eine autonome Gemeinde, bis dahin ein Ortsteil von Sassari), das sich auf der gegenüberliegenden Landzunge von Capo Falcone befindet. Bis 1999 wurde die Insel als Gefängnisinsel genutzt.
Auf Asinara befand sich im Ersten Weltkrieg auch ein Kriegsgefangenenlager für Soldaten der österreichisch-ungarischen Armee. Es waren überwiegend Kriegsgefangene, die nach dem Zusammenbruch der serbischen Front im Spätherbst 1915 infolge des siegreichen Serbienfeldzuges der Mittelmächte von der serbischen Armee auf ihrem Rückzug durch Montenegro und Albanien mitgeführt worden waren. Zu Beginn des Marsches waren es etwa 50.000 Gefangene. Bereits auf dem Marsch starben tausende von ihnen an der Cholera.
In den von Italien kontrollierten Häfen von Durazzo und Valona wurden die Gefangenen schließlich nach Asinara verschifft. Auf der Überfahrt nach Asinara starben weitere 1.500 Gefangene, so dass nur noch etwa 24.000 dort ankamen. Das Kriegsgefangenenlager auf Asinara war nicht auf eine solche Anzahl von Gefangenen eingestellt. Weitere 7.000 Gefangene starben in den ersten drei Monaten auf der Insel. Von den Überlebenden wurden im Juli 1916 etwa 16.000 an Frankreich übergeben.
Nach dem Ende des Ersten Weltkrieges nahm das Lager etwa 300 aus dem Trentino stammende ehemalige österreichisch-ungarische Kriegsgefangene auf. Nach ihrer Freilassung durch die Bolschewiki in Russland waren sie erneut inhaftiert worden, weil man befürchtete, dass sie kommunistische Propaganda verbreiten könnten.
Während des Abessinienkriegs in den 1930er Jahren diente die Insel nochmals als Kriegsgefangenenlager.
Bis 1997 hielt man dort verurteilte Mitglieder der Mafia gefangen, darunter Raffaele Cutolo und Salvatore Riina.
1997 wurde der Nationalpark Asinara eröffnet. 

## Asinara in der Literatur
- Im 6. Commissario-Brunetti-Krimi Sanft entschlafen von Donna Leon wird der korrupte römisch-katholische Priester Padre Pio (der „Fromme“), der einer wahnsinnigen Anhängerin Mord-Aufträge erteilte, dafür aber nicht belangt werden kann, durch die kirchliche Gerichtsbarkeit aus Opera Pia (Opus Dei) entfernt und lebenslänglich als Seelsorger in das Hochsicherheitsgefängnis auf Asinara verbannt.
- Im Roman Bordbuch Delta VII aus der Reihe Weltraumpartisanen von Nikolai von Michalewsky liegt auf Asinara ein Stützpunkt der Reinigenden Flamme.
- Für die unbenannte Gefängnisinsel in Francesca Melandris Roman Über Meereshöhe dürfte Asinara als Modell gedient haben. Der Roman spielt im Jahr 1976, man muss von einer großen Insel aus zu ihr übersetzen, und leuzistische Esel gibt es auch.[5]